# Кавказький легіон
Кавказький легіон (англ. Caucasus Legion) — група кавказьких добровольців, що воюють у складі ЗСУ від початку повномасштабного російського вторгнення 2022 року.

## Історія створення
Ініціатором формування легіону став грузинський доброволець Ладо Гамсахурдія. 14 березня 2022 року, у День українського добровольця, він оголосив про створення підрозділу як бойового крила громадської організації «Круглий стіл — Вільний Кавказ».

## Участь у бойових діях
Підрозділ брав участь в операціях на Донецькому, Луганському, Херсонському й Харківському напрямках, зокрема у битві за Бахмут (2023) та Харківському контрнаступі (2022).  
У 2023 році воїни легіону разом із батальйоном імені Шейха Мансура провели спільну операцію.

## Командування
- Ладо Гамсахурдія — засновник і командир з моменту формування.[2]

## Переслідування та пропаганда
9 грудня 2024 року так званий «суд ДНР» заочно засудив Гамсахурдію до 18 років ув’язнення, звинувативши у «найманстві».  
Українські й міжнародні медіа розцінюють вирок як політично мотивований тиск на кавказьких добровольців.

## Втрати
За даними видання «Фокус», у складі грузинських добровольчих підрозділів (зокрема й «Кавказького легіону») з 2022 року загинуло понад 60 військових.

## Символіка
Основна емблема підрозділу — зображення орла на стилізованому червоно-чорному фоні (див. праворуч).